# Стрекаловский, Александр Сергеевич
Стрекало́вский Алекса́ндр Серге́евич (род. 2 ноября 1947 года, Крым) — российский математик, специалист в области теории
и методов решения невыпуклых экстремальных задач.
Доктор физико-математических наук (1993), профессор (1995), Заслуженный деятель науки Российской Федерации (2007),
Заслуженный деятель высшей школы Монголии (2007).

## Биография
В 1966 году поступил на математический факультет Иркутского государственного университета им. А. А. Жданова,
который успешно окончил в 1971 году и был распределен на кафедру методов оптимизации ИГУ.
С 1972 года по 1976 год работал в Московском государственном университете им. М. В. Ломоносова
на факультете вычислительной математики и кибернетики (декан факультета А. Н. Тихонов) сначала  стажером, а затем поступил в аспирантуру под руководством  Ф. П. Васильева.
25 мая 1979 года на специализированном совете Института математики  АН Беларуси защитил кандидатскую диссертацию «Некоторые вопросы векторной оптимизации в системах с распределенными параметрами».
В мае 1980 года становится доцентом ИГУ.
С 1983 года по 1987 год находился в командировке в Алжире по линии Министерства просвещения СССР.
С 1982 года начал заниматься приложениями выпуклого анализа к теории невыпуклого программирования и последующими приложениями в задачах оптимального управления.
Основная часть проведенных к 1993 году исследований была представлена в докторской диссертации «Поиск глобального решения в невыпуклых задачах оптимизации»,
которая была успешно защищена 29 октября 1993 года на Диссертационном Совете Д 053.05.38 по математике при факультете вычислительной математики и кибернетики Московского государственного университета им. М.В. Ломоносова.
С 25 мая 1994 года работает в должности профессора кафедры методов оптимизации ИГУ.
В 1995 году А. С. Стрекаловскому присвоено учёное звание профессора.
С 1997 года является заведующим лабораторией невыпуклой оптимизации Института динамики систем и теории управления СО РАН.
Работая по совместительству в Иркутском государственном университете, читает современные курсы по исследованию операций, теории игр и оптимизации.
Является членом Диссертационных советов:
- Д 003.021.01 при ИДСТУ СО РАН[3];
- Д 212.074.01 при ИГУ[4].

Входит в состав редколлегии Journal of Optimization Theory and Applications издательства Springer.
А. С. Стрекаловский является членом международных научных организаций:
- Mathematical Optimization Society;
- Society for Industrial and Applied Mathematics.

## Научная деятельность
- Заложены основы нового подхода в теории глобального экстремума и в разработке новых методов решения невыпуклых задач, базирующегося на оригинальных условиях глобальной оптимальности и семействе специальных методов.
- Созданы новые программные комплексы для решения ряда прикладных задач комбинаторной оптимизации, целочисленного и билинейного программирования, основанные на  построенной им теории глобального поиска, в частности, под его руководством разработаны новые программные комплексы информационной поддержки принятия решений в конфликтных ситуациях, имеющих приложения в управлении, экономике и военном деле.

Под руководством А. С. Стрекаловского защищено 12 кандидатских диссертаций, в том числе две – алжирскими исследователями, две – монгольскими учёными.

## Публикации
Является автором и соавтором более 200 научных работ, в том числе 6 монографий, изданных как в нашей стране, так и за рубежом.
Его монография «Элементы невыпуклой оптимизации», изданная в 2003 году в России, является по существу,
первой монографией, в которой систематически представлено новое перспективное направление в науке – вариационные методы в невыпуклых структурах.
А. С. Стрекаловский подготовил учебник «Введение в теорию игр», получивший гриф учебно-методического объединения Министерства образования и науки РФ, а также около десяти учебных пособий для обеспечения учебного процесса.

## Награды и звания
- Заслуженный деятель науки Российской Федерации (2007)
- Заслуженный деятель высшей школы Монголии (2007)
- Почетный иностранный член Монгольского математического общества (2010)